# 邵阳市市长列表
下表列出历任邵阳市市长：

## 邵阳地区革命委员会主任
海松云 原党员 邵阳地区革委会委员

## 邵阳地区专员行署专员
- 刘正，湖南长沙人，-1981年12月在任。

## 邵阳市人民政府市长
1949年10月设置邵阳市，隶属邵阳县；1977年7月，邵阳市升格为省辖市，仍由邵阳地区革委会代管；1980年1月，邵阳市由省直隶。1986年1月，邵阳地区撤销，实行市领导县体制。
- 郎艺珠，北京人，1986年3月-1988年6月在任。
- 陈茂志，1988年6月-1989年5月代理市长职务。
- 彭茂吾，湖南双峰人，1989年5月-1994年12月在任。
- 孔令志，吉林德惠人，1994年12月-2000年5月在任。
- 罗月林，湖南衡阳人，2000年5月-2002年10月在任。
- 黄天锡，湖南邵阳人，2002年10月-2007年4月在任。
- 郭光文，湖南岳阳人，2007年4月-2012年2月在任。
- 龚文密，湖北监利人，2012年2月-2016年4月在任。
- 刘事青，湖南永州人，2016年4月-2021年6月在任。
- 华学健，湖南常德人，2021年6月-现任。